# Eliezer Batista
Eliezer Batista da Silva (Nova Era, 4 de maio de 1924 — Rio de Janeiro, 18 de junho de 2018) foi um engenheiro brasileiro, que se notabilizou na presidência da Companhia Vale do Rio Doce, que exerceu por duas vezes, e por sua atuação no Projeto Grande Carajás, a primeira iniciativa de exploração das riquezas da província mineral dos Carajás, abrangendo áreas do Pará até o Xingú, Goiás e Maranhão. É filho de José Batista da Silva e de Maria da Natividade Pereira, e pai do empresário Eike Batista que, em 2012, chegou a ser o sétimo homem mais rico do mundo.
Diplomou-se pela Escola de Engenharia da Universidade do Paraná, em 1948. Engenheiro ferroviário, em 1949 foi contratado pela Vale — então uma empresa inexpressiva — e tornou-se seu primeiro presidente oriundo dos quadros da empresa, tendo assumido sua presidência em 1961. Coube a Eliezer Batista transformar a mineradora em uma das maiores companhias do planeta, presidindo-a de 1961 a 1964 e de 1979 a 1986.
Poliglota autodidata, aprendeu sozinho russo, inglês, alemão, francês, italiano e espanhol, e adquiriu noções básicas de grego.

## Biografia
É formado pela Escola de Engenharia da Universidade Federal do Paraná em Engenharia Civil, onde se graduou em 1948. No ano seguinte passou a trabalhar na Companhia Vale do Rio Doce, inicialmente como engenheiro ferroviário, galgando vários postos ao longo de sua carreira, até ser nomeado seu presidente por Jânio Quadros (em seu último ato oficial antes da renúncia), cargo que assumiu em 1961.
Percebendo a necessidade dos japoneses de expandir seu parque siderúrgico, grandemente danificado pela Segunda Guerra Mundial, criou o conceito, então inédito, de "distância econômica", o que permitiu à Vale entregar minério de ferro, através do Porto de Tubarão, ao Japão -  antípoda do Brasil - a preços competitivos com o das minas da Austrália, sua vizinha.
Isso lhe valeu a fama de "engenheiro ferroviário que ligou a Vale ao resto do mundo", e lhe rendeu a mais alta condecoração do Japão, por ter causado uma verdadeira 'revolução' no sistema de transporte marítimo-ferroviário de granais sólidos e líquidos mundial. Em 1962, graças ao conceito de "distância econômica", foram assinados contratos de exportação, válidos por 15 anos, com 11 siderúrgicas japonesas, num total de cinco milhões de toneladas/ano - o que representava mais do dobro da até então produção da Vale, que era de 2 milhões de toneladas/ano.
| “ | Abrimos o mercado para um produto que podia valer pouco, mas a ideia era ganhar dinheiro com a "logística", transformando uma distância física (a rota Brasil-Japão-Brasil) numa "distância econômica", (o valor necessário para colocar o minério brasileiro nas usinas japonesas). | ” |

Foi ministro das Minas e Energia do gabinete Hermes Lima (1962–1963) no governo do presidente João Goulart (1961–1964). Neste período foi a mola propulsora do projeto do Porto de Tubarão, capitaneando sua construção, no que contou com o apoio irrestrito de San Tiago Dantas, então ministro da Fazenda.
Ainda como ministro de João Goulart, exerceu o cargo de presidente do Conselho Nacional de Minas e Energia e da Comissão de Exportação de Materiais Estratégicos. Com a deposição de João Goulart, pelo golpe militar de março de 1964 foi sumariamente demitido da presidência da Vale e acusado, por alguns grupos militares, de ser "comunista", e esteve ameaçado de ser preso; salvou-o o Presidente Castelo Branco, que entretanto "aconselhou" que ele deveria ser presidente da Caemi, uma mineradora privada: "Era Caemi, ou cadeia. Não foi difícil escolher".
No ano de 1967, fundou a Aracruz Florestal, uma empresa de produtos florestais cuja origem e história são exploradas na entrevista de Eliezer concedida ao Museu da Pessoa. Sua localização em Aracruz foi escolhida devido à proximidade com a costa e à possibilidade de transporte mais econômico. A empresa adquiriu um terreno e começou a crescer significativamente. Durante esse período, o entrevistado passou algum tempo na Europa, mas retornou ao Brasil em 1967, quando Erlin Lorentzen entrou na Aracruz Florestal e transformou-a em Aracruz Celulose, em 1972.
A Aracruz é um projeto modelo em 360 graus, porque não se descuidou de nenhum aspecto importante; desde do lado ético, do lado tecnológico. Ele é um projeto completo, ideal e modelo.— Eliezer Batista Em entrevista ao projeto Memória Aracruz, do Museu da Pessoa
Exerceu, entre 1964 e 1968 os cargos de diretor-presidente da Minerações Brasileiras Reunidas S.A. (Rio de Janeiro) - resultado da fusão da Caemi com a Bethlehem Steel - e, logo em seguida, o de vice-presidente da Itabira International Company (Nova Iorque). Ainda em 1968, assumiu a diretoria da Itabira Eisenerz GmbH, em Düsseldorf, Alemanha Ocidental, posto no qual permaneceu até 1974. Quando da fundação da Rio Doce Internacional S.A., subsidiária da Vale em Bruxelas, tornou-se seu presidente.
A convite do presidente general João Figueiredo voltou a ocupar a presidência da Companhia Vale do Rio Doce, em 1979, cargo que exerceu até 1986. Após este mandato, retornou à Rio Doce Internacional.
Como presidente da Vale pela segunda vez, foi o responsável pelo Projeto Grande Carajás, oficialmente conhecido por Programa Grande Carajás (PGC), que passou a explorar as riquezas da província mineral dos Carajás - abrangendo uma área de 900.000 km², cortada pelos rios Xingu, Tocantins e Araguaia, e engloba terras do sudoeste do Pará, norte de Tocantins e oeste do Maranhão 
Em 1990 recusou um convite para fazer parte da equipe ministerial de Fernando Collor de Mello (1990-1992). Entretanto, em 1992 assumiu a Secretaria de Assuntos Estratégicos (SAE), onde direcionou a atuação da Secretaria para os problemas ligados ao desenvolvimento econômico do país, especialmente a crise do setor elétrico. Deixou este cargo ainda em 1992, no início do processo de impeachment do presidente Fernando Collor de Mello.
Em 1997 tornou-se um dos fundadores do Conselho Empresarial Brasileiro de Desenvolvimento Sustentado (CEBDS) deixando neste ano a Rio Doce Internacional e assumindo uma cadeira no Conselho Coordenador de Ações Federais do Rio de Janeiro, da Federação das Indústrias do estado (Firjan). No segundo governo de Fernando Henrique Cardoso (1998-2002), foi membro do Conselho Coordenador das Ações Federais no Rio de Janeiro, órgão ligado à presidência da República.
Casou-se com uma alemã natural de Hamburgo, Jutta Fuhrken, e desse casamento nasceram 7 filhos, dentre eles Eike Batista. Em 2009, já viúvo de Jutta, casou-se com a dentista, professora e ex-reitora da Universidade Federal de Pelotas, situada no estado do Rio Grande do Sul, Inguelore Scheunemann, com quem esteve unido até seu falecimento.

## Relação com Eike
Eliezer foi acusado de ter entregado a Eike um mapa com as minas que a Vale descartara, para que o filho as explorasse. Especulação que nunca seria provada. Eike sempre rejeitou veementemente qualquer insinuação a esse respeito, argumentando que, em toda a sua carreira, o pai nunca permitira que ele se aproximasse da Vale.
Eike Batista, contudo, se beneficiou da  enorme rede de influência do pai. Por sugestão de Eliezer, Eike Batista e o filho de Dias Leite, ex-ministro de Minas e Energia, se associaram em 1982, e fundaram a Companhia de Minerações e Participações, a CMP. Eliezer indicou John Aoki, empresário japonês que tinha negócios com a Vale, para financiar a empresa.
Eliezer ajudou Eike Batista nos contatos com o mundo político, conseguindo marcar reuniões com governadores para o filho apresentar projetos da empresa.

## Prêmios e honrarias
Em 1985 foi agraciado com o Prêmio Eminente Engenheiro do Ano.	
Por ter desenvolvido o conceito de distância econômica para o transporte de granéis sólidos e líquidos - o que foi considerado como uma verdadeira abertura dos portos do Japão, já que tornou econômico o transporte de minério de ferro, uma mercadoria do mais baixo valor, na maior distância do globo -  e ter concebido e construído o Porto de Tubarão, foi agraciado com a condecoração da Ordem do Sol Nascente, segunda maior honraria concedida pelo governo japonês, que lhe foi entregue pessoalmente pelo imperador Hirohito
Recebeu o título de honoris causa da Academia Russa de Ciências. Foi professor catedrático da Escola Politécnica do Espírito Santo.

### Documentário:Eliezer, o Engenheiro do Brasil
Em novembro de 2009 foi lançado um documentário denominado Eliezer, o Engenheiro do Brasil, dirigido pelo cineasta Victor Lopes baseado no livro Conversas com Eliezer de Luiz Cesar Faro, Claudio Fernandez e Carlos Pousa, tendo este último como produtor, ao lado da TV Zero. Editado pela Insight Engenharia de Comunicação em 2005, o livro Conversas com Eliezer conta a história de Eliezer Batista a partir de 80 horas de depoimentos do próprio.
Eliezer Batista: o Engenheiro do Brasil é um filme que relata a trajetória daquele que ajudou a Companhia Vale do Rio Doce – hoje simplesmente Vale – a transformar-se numa multinacional. Eliezer trabalhou com quatro presidentes — João Goulart, João Figueiredo, Fernando Henrique Cardoso e Fernando Collor — e chegou a ser considerado comunista pelo regime militar, "entreguista" quando trabalhou na empresa privada Caemi, e foi o principal conselheiro do filho Eike.